# Héctor Esquiliano Solís
Héctor Nemesio Esquiliano Solís es un político mexicano, miembro del Partido Revolucionario Institucional, ha sido diputado federal y funcionario del gobierno del estado de Quintana Roo.

## Biografía
Es médico egresado de la Universidad Nacional Autónoma de México, se inició en actividades políticas desde estudiante, fungiendo como dirigente del Círculo Estudiantil de la Escuela Preparatoria, de la Federación de Estudiantes Quintanarroenses radicados en el D.F., de la Confederación de Estudiantes del Sureste, y delegado al X Festival Mundial de la Juventud y los Estudiantes en Berlín, República Democrática Alemana en 1973. En 1974 al ser elevado el territorio de Quintana Roo a la condición de Estado de la Federación, fue elegido diputado federal por el recién creado Distrito electoral federal 2 de Quintana Roo, pues anterior a esto, siendo territorio federal Quintana Roo solo elegía un único diputado, desempeñó el cargo por un periodo extraordinario de solo dos años, de 1974 a 1976 en la XLIX Legislatura.
Posteriormente fue Secretario de Acción Social de los comités del PRI de Quintana Roo y del Distrito Federal, Secretario de Salud y Bienestar Social del Gobierno de Quintana Roo y Secretario Particular del Gobernador Miguel Borge Martín. En 1999 fue elegido Diputado al Congreso de Quintana Roo por el III Distrito Local, siendo líder de la mayoría priista, en 2000 dejó el cargo al ser postulado y electo diputado federal por el Distrito electoral federal 2 de Quintana Roo a la LVIII Legislatura hasta 2003.